# Championnat d'Asie et d'Océanie de volley-ball masculin 1999
Navigation
Édition précédente Édition suivante
Le Championnat d'Asie et d'Océanie de volley-ball masculin 1999  est la dixième édition de cette compétition organisée par l'AVC opposant quatorze équipes nationales des continents asiatique et océanien. Elle se dispute à Téhéran, en Iran du 2 septembreau 9 septembre 1999 et est remportée par la Chine.

## Équipes présentes
| - Iran - Australie - Inde - Corée du Sud - Japon - Chine - Sri Lanka | - Pakistan - Indonésie - Koweït - Taïwan - Qatar - Kazakhstan - Bahreïn |

## Poules
| Poule A              | Poule B                   | Poule C                         | Poule D                           |
| -------------------- | ------------------------- | ------------------------------- | --------------------------------- |
| Iran Qatar Indonésie | Chine Pakistan Kazakhstan | Japon Corée du Sud Inde Bahreïn | Australie Taïwan Koweït Sri Lanka |

## Première phase

### Poule A

#### Classement
| # | Équipe    | Pts | J | G | P | Sp | Sc | Ratio | Pp  | Pc  | Ratio |
| - | --------- | --- | - | - | - | -- | -- | ----- | --- | --- | ----- |
| 1 | Iran      | 4   | 2 | 2 | 0 | 6  | 1  | 6     | 172 | 135 | 1.274 |
| 2 | Indonésie | 3   | 2 | 1 | 1 | 4  | 3  | 1.333 | 160 | 163 | 0.982 |
| 3 | Qatar     | 2   | 2 | 0 | 2 | 0  | 6  | 0     | 116 | 150 | 0.773 |

### Poule B

#### Classement
| # | Équipe     | Pts | J | G | P | Sp | Sc | Ratio | Pp  | Pc  | Ratio |
| - | ---------- | --- | - | - | - | -- | -- | ----- | --- | --- | ----- |
| 1 | Chine      | 4   | 2 | 2 | 0 | 6  | 0  | MAX   | 150 | 120 | 1.25  |
| 2 | Pakistan   | 3   | 2 | 1 | 1 | 3  | 3  | 1     | 134 | 127 | 1.055 |
| 3 | Kazakhstan | 2   | 2 | 0 | 2 | 0  | 6  | 0     | 113 | 150 | 0.753 |

### Poule C

#### Classement
| # | Équipe       | Pts | J | G | P | Sp | Sc | Ratio | Pp  | Pc  | Ratio |
| - | ------------ | --- | - | - | - | -- | -- | ----- | --- | --- | ----- |
| 1 | Japon        | 6   | 3 | 3 | 0 | 9  | 2  | 4.5   | 259 | 217 | 1.194 |
| 2 | Corée du Sud | 5   | 3 | 2 | 1 | 8  | 3  | 2.667 | 254 | 220 | 1.155 |
| 3 | Inde         | 4   | 3 | 1 | 2 | 3  | 7  | 0.429 | 209 | 239 | 0.874 |
| 4 | Bahreïn      | 3   | 3 | 0 | 3 | 1  | 9  | 0.111 | 203 | 249 | 0.815 |

### Poule D

#### Classement
| # | Équipe    | Pts | J | G | P | Sp | Sc | Ratio | Pp  | Pc  | Ratio |
| - | --------- | --- | - | - | - | -- | -- | ----- | --- | --- | ----- |
| 1 | Australie | 6   | 3 | 3 | 0 | 9  | 1  | 9     | 251 | 179 | 1.402 |
| 2 | Taïwan    | 5   | 3 | 2 | 1 | 6  | 4  | 1.5   | 223 | 222 | 1.005 |
| 3 | Sri Lanka | 4   | 3 | 1 | 2 | 5  | 7  | 0.714 | 269 | 296 | 0.909 |
| 4 | Koweït    | 3   | 3 | 0 | 3 | 1  | 9  | 0.111 | 208 | 254 | 0.819 |

## Deuxième phase
Lors du deuxième tour, les équipes classées 3e et 4e de chaque poule sont réparties dans les poules G et H.
Pour les places 1 à 8, les équipes classées 1re et 2de des poules A et C sont placées dans la poule E ; et les équipes classées 1re et 2de des poules B et D sont placées dans la poule F. Toutes les équipes conservent les points acquis lors des confrontations directes.

### Classement 9-14

#### Composition des groupes
| Poule G            | Poule H                     |
| ------------------ | --------------------------- |
| Qatar Inde Bahreïn | Kazakhstan Sri Lanka Koweït |

#### Poule G
| # | Équipe  | Pts | J | G | P | Sp | Sc | Ratio | Pp  | Pc  | Ratio |
| - | ------- | --- | - | - | - | -- | -- | ----- | --- | --- | ----- |
| 1 | Inde    | 4   | 2 | 2 | 0 | 6  | 2  | 3     | 196 | 172 | 1.14  |
| 2 | Bahreïn | 3   | 2 | 1 | 1 | 4  | 4  | 1     | 182 | 186 | 0.978 |
| 3 | Qatar   | 2   | 2 | 0 | 2 | 2  | 6  | 0.333 | 170 | 190 | 0.895 |

#### Poule H
| # | Équipe     | Pts | J | G | P | Sp | Sc | Ratio | Pp  | Pc  | Ratio |
| - | ---------- | --- | - | - | - | -- | -- | ----- | --- | --- | ----- |
| 1 | Kazakhstan | 4   | 2 | 2 | 0 | 6  | 2  | 3     | 197 | 175 | 1.126 |
| 2 | Sri Lanka  | 3   | 2 | 1 | 1 | 4  | 4  | 1     | 192 | 196 | 0.98  |
| 3 | Koweït     | 2   | 2 | 0 | 2 | 2  | 6  | 0.333 | 183 | 201 | 0.91  |

### Classement 1-8

#### Composition des groupes
| Poule E                           | Poule F                         |
| --------------------------------- | ------------------------------- |
| Iran Japon Indonésie Corée du Sud | Chine Australie Pakistan Taïwan |

#### Poule E
| # | Équipe       | Pts | J | G | P | Sp | Sc | Ratio | Pp  | Pc  | Ratio |
| - | ------------ | --- | - | - | - | -- | -- | ----- | --- | --- | ----- |
| 1 | Japon        | 6   | 3 | 3 | 0 | 9  | 3  | 3     | 281 | 244 | 1.152 |
| 2 | Corée du Sud | 5   | 3 | 2 | 1 | 8  | 3  | 2.667 | 256 | 222 | 1.153 |
| 3 | Iran         | 4   | 3 | 1 | 2 | 4  | 7  | 0.571 | 241 | 257 | 0.938 |
| 4 | Indonésie    | 3   | 3 | 0 | 3 | 1  | 9  | 0.111 | 194 | 249 | 0.779 |

#### Poule F
| # | Équipe    | Pts | J | G | P | Sp | Sc | Ratio | Pp  | Pc  | Ratio |
| - | --------- | --- | - | - | - | -- | -- | ----- | --- | --- | ----- |
| 1 | Chine     | 6   | 3 | 3 | 0 | 9  | 0  | MAX   | 227 | 181 | 1.254 |
| 2 | Australie | 5   | 3 | 2 | 1 | 6  | 4  | 1.5   | 239 | 202 | 1.183 |
| 3 | Taïwan    | 4   | 3 | 1 | 2 | 3  | 6  | 0.5   | 180 | 212 | 0.849 |
| 4 | Pakistan  | 3   | 3 | 0 | 3 | 1  | 9  | 0.111 | 197 | 248 | 0.794 |

## Phase finale
Les équipes classées 3e des groupes G et H font un match pour déterminer les 13e et 14e places.
Les équipes classées 1re et 2de des groupes G et H sont reversées dans le Groupe 9-12 pour les places 9 à 12.
Les équipes classées 3e et 4e des groupes E et F sont reversées dans le Groupe 5-8 pour les places 8 à 8.
Les équipes classées 1re et 2de des groupes E et F sont reversées dans le Groupe 1-4 pour les places 1 à 4.
Les équipes conservent les points acquis lors des confrontations directes avec les équipes du même groupe de la phase finale.

### Classement 9-12

#### Composition du groupe
- Inde
- Kazakhstan
- Bahreïn
- Sri Lanka

#### Résultats et classement
| #  | Équipe     | Pts | J | G | P | Sp | Sc | Ratio | Pp  | Pc  | Ratio |
| -- | ---------- | --- | - | - | - | -- | -- | ----- | --- | --- | ----- |
| 9  | Inde       | 6   | 3 | 3 | 0 | 9  | 1  | 9     | 249 | 194 | 1.284 |
| 10 | Bahreïn    | 5   | 3 | 2 | 1 | 7  | 4  | 1.75  | 258 | 246 | 1.049 |
| 11 | Kazakhstan | 4   | 3 | 1 | 2 | 3  | 7  | 0.429 | 221 | 239 | 0.925 |
| 12 | Sri Lanka  | 3   | 3 | 0 | 3 | 2  | 9  | 0.222 | 219 | 268 | 0.817 |

### Classement 5-8

#### Composition du groupe
- Iran
- Taïwan
- Indonésie
- Pakistan

#### Résultats et classement
| # | Équipe    | Pts | J | G | P | Sp | Sc | Ratio | Pp  | Pc  | Ratio |
| - | --------- | --- | - | - | - | -- | -- | ----- | --- | --- | ----- |
| 5 | Iran      | 6   | 3 | 3 | 0 | 9  | 4  | 2.25  | 305 | 273 | 1.117 |
| 6 | Indonésie | 5   | 3 | 2 | 1 | 7  | 7  | 1     | 305 | 295 | 1.034 |
| 7 | Taïwan    | 4   | 3 | 1 | 2 | 7  | 6  | 1.167 | 271 | 284 | 0.954 |
| 8 | Pakistan  | 3   | 3 | 0 | 3 | 3  | 9  | 0.333 | 252 | 281 | 0.897 |

### Classement 1-4

#### Composition du groupe
- Japon
- Chine
- Corée du Sud
- Australie

#### Résultats et classement
| # | Équipe       | Pts | J | G | P | Sp | Sc | Ratio | Pp  | Pc  | Ratio |
| - | ------------ | --- | - | - | - | -- | -- | ----- | --- | --- | ----- |
| 1 | Chine        | 5   | 3 | 2 | 1 | 7  | 3  | 2.333 | 234 | 228 | 1.026 |
| 2 | Australie    | 5   | 3 | 2 | 1 | 6  | 4  | 1.5   | 246 | 233 | 1.056 |
| 3 | Corée du Sud | 4   | 3 | 1 | 2 | 5  | 7  | 0.714 | 258 | 266 | 0.97  |
| 4 | Japon        | 4   | 3 | 1 | 2 | 4  | 8  | 0.5   | 273 | 284 | 0.961 |

## Classement final
| Place              | Équipe       |
| ------------------ | ------------ |
| Médaille d'or      | Chine        |
| Médaille d'argent  | Australie    |
| Médaille de bronze | Corée du Sud |
| 4                  | Japon        |
| 5                  | Iran         |
| 6                  | Indonésie    |
| 7                  | Taïwan       |
| 8                  | Pakistan     |
| 9                  | Inde         |
| 10                 | Bahreïn      |
| 11                 | Kazakhstan   |
| 12                 | Sri Lanka    |
| 13                 | Qatar        |
| 14                 | Koweït       |

## Distinctions individuelles
- MVP : Benham Mahmoudi
- Meilleur marqueur : Benjamin Hardy
- Meilleur attaquant : Benjamin Hardy
- Meilleur contreur : Kim Se-Jin
- Meilleur serveur : Zhu Gang
- Meilleur passeur : Zhou Jianan
- Meilleur défenseur : Koichi Nishimura
- Meilleur réceptionneur : Li Tieming